# نوردیک (وایومینگ)
نوردیک(به انگلیسی: Nordic) شهری در ایالت وایومینگ کشور ایالات متحده آمریکا است که جمعیت آن در سرشماری سال ۲۰۱۰ میلادی، ۶۰۲ نفر بوده‌است.